# Virve Sutinen
Virve Katri Maria Sutinen, född 9 mars 1962, var chef för Dansens hus i Stockholm mellan 1 januari 2008 och 31 december 2013.Virve Sutinen har arbetat med dans och annan scenkonst som koreograf, teaterproducent, konstnärlig ledare, festivalchef och sedan 1998 som chef för gästspelsscenen Kiasma i Helsingfors.
En svår knäskada satte stopp för hennes karriär som dansare på 1980-talet, och i stället riktade hon sig in på att skriva om dans som recensent. Virve Sutinen är engagerad i flera nationella och internationella nätverk där hon också haft flera förtroendeposter. Hon har varit direktör för IETM (International Network for Contemporary Performing Arts) och var 2007 ordförande och områdesrepresentant för Kulturkontakt Nords nätverks- och mobilitetsprogram.
Hennes artiklar om samtida scenkonst har publicerats i flera olika tidskrifter och publikationer. 2005 var hon redaktör för On the Theatresruins. Tidigare har hon bland annat arbetat på informationscentret för dans i Finland, ansvarat för tidskriften Tanssi Magazine och varit verksam som koreograf.